# Jerry Stiller
Jerry Stiller (født 8. juni 1927 i New York City, New York i USA, død 11. maj 2020) var en amerikansk skuespiller og komiker. I Danmark er han bedst kendt fra rollerne som Georges far i Seinfeld, Dougs svigerfar i Kongen af Queens og som Ballstein i Zoolander. I sine unge år var han det vi i dag kalder for stand-up-komiker.
Jerry Stiller var sammen med hustruen og kollegaen Anne Meara, far til skuespillerne Ben Stiller (som han har medvirket sammen med i filmene Zoolander, Heavyweights, Hot Pursuit og The Heartbreak Kid), og Amy Stiller.

## Filmografi
- 1970 A Memory of Two Mondays
- 1974 Airport 1975
- 1974 The Taking of Pelham 1,2,3
- 1976 Nasty Habits
- 1976 The Ritz
- 1980 Those Lips, Those Eyes
- 1981 Madame X
- 1983 The Other Woman
- 1984 In Our Hands
- 1985 The McGuffin
- 1986 Seize the Day
- 1987 Nadine
- 1987 Hot Pursuit
- 1988 Hairspray
- 1989 That's Adequate
- 1991 Highway to Hell
- 1991 Women and Men: In Love There are No Rules.
- 1993 The Pickle
- 1993 Seinfeld
- 1995 Heavyweights
- 1997 Subway Stories
- 1997 Stag
- 1997 The Deli
- 1997 Camp Stories
- 1998 Kongen af Queens
- 1998 Die Story Von Monty Spinnerratz
- 1999 Robbie the Reindeer: Hooves of Fire
- 1999 A Fish in the Bathtub
- 1999 The Suburbans
- 2000 Chump Change
- 2000 My 5 Wives
- 2000 The Independent
- 2001 On the Line
- 2001 Zoolander
- 2002 Robbie the Reindeer: Legend of the Lost Tribe
- 2002 Keeping it Real: The Adventures of Greg Walloch
- 2002 Serving Sara
- 2003 Bitter Jester
- 2003 Disney's Teacher's Pet
- 2004 The Lion King (IMAX)
- 2007 Hairspray (2007)
- 2007 The Heartbreak Kid (2007)